# Rhyparus desjardinsi
Rhyparus desjardinsi är en skalbaggsart som beskrevs av John Obadiah Westwood 1845. Rhyparus desjardinsi ingår i släktet Rhyparus och familjen Aphodiidae. Inga underarter finns listade i Catalogue of Life.